# Pasque Veronesi

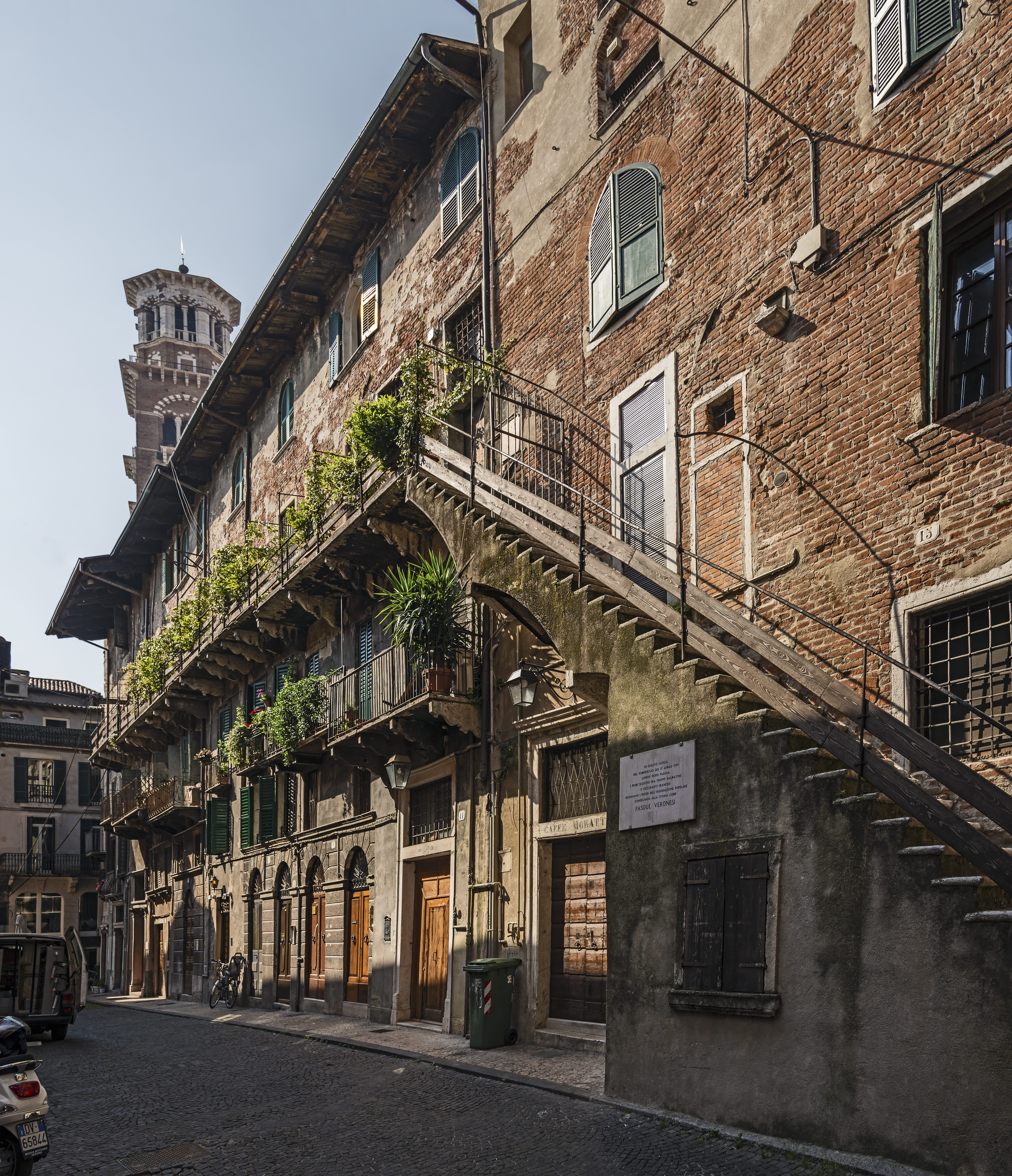
Ort, an dem die „Veronesischen Ostern“ begannen.

Die Pasque Veronesi („Veronesische Ostern“) waren ein Aufstand der Veroneser gegen die französische Besatzung im Jahre 1797. Sie dauerten vom 17. April, einem Ostermontag, bis zum 25. April, dem Tag des Evangelisten Markus, Schutzpatron der Republik Venedig.
Die Pasque Veronesi endeten mit der Niederlage der Aufständischen.  Anführer wurden hingerichtet, Verona musste einen hohen Schadenersatz zahlen und viele Zeichen veronesischer oder venezianischer Herrschaft wurden zerstört. Veronesische Kulturgüter wurden geplündert, darunter Grabsteine aus römischer Zeit (aus dem Museo Lapidario Maffeiano), Handschriften aus sieben Jahrhunderten (aus der Biblioteca capitolare di Verona) und Gemälde von namhaften Künstlern wie Tizian ('Pala dell'Assunta') und Paolo Veronese ('Il martirio del Santo').
Die Pasque Veronesi wurden mit der Sizilianischen Vesper verglichen, sind aber (wohl wegen ihres Scheiterns) weniger bekannt.